# زنجيرة (شوط)
زنجيرة هي قرية في مقاطعة شوط‌، إيران. يقدر عدد سكانها بـ 58 نسمة بحسب إحصاء 2016.